# Sergueï Tchliants
Sergueï Edgarovitch Tchliants (en russe : Серге́й Эдгарович Члия́нц), né le 8 décembre 1961 à Odessa dans la RSS d'Ukraine, est un producteur de cinéma russe. En 1992, au début de sa carrière au Studio d'Odessa il réalise un film dramatique En ligne droite d'après les nouvelles de Sergueï Dovlatov, dont il écrit aussi le scénario. En 1995-1997, il occupe le poste de producteur général des studios Gorki Film. Depuis 2008, il travaille pour la compagnie Russian World Studios (RWS).
En 2010, Sergueï Tchliants fait partie du jury du 1er Festival international du film d'Odessa.